# The Fader
The Fader (стилизованное написание FADER) — американский журнал, основывающийся на обзоре культурных событий и явлений. Он был основан в 1999 году в Нью-Йорке Робом Стоуном и Джоном Коэном.
Это была первая печатная публикация, выпущенная на iTunes. Издание принадлежит Fader Media group, которое также включает свой веб-сайт, thefader.com, Fader films, Fader Label и Fader TV.